# Nea Ekklesia
Nea Ekklēsia (srednjeveškogrško Νέα Ἐκκλησία, latinizirano: Nova cerkev) je bila cerkev, ki jo je zgradil bizantinski cesar Bazilij I. Makedonec v Konstantinoplu med letoma 876 in 880. Bila je prva monumentalna cerkev, zgrajena v bizantinski prestolnici po Hagiji Sofiji v 6. stoletju in označuje začetek srednjega obdobja bizantinske arhitekture. V uporabi je bila do obdobja Paleologov. Stavbo so Osmani uporabljali za skladišče smodnika in je bila uničena leta 1490 po udaru strele. O njej ni ohranjenih nobenih sledi, podatki o njej pa izhajajo iz zgodovinskih poročil in upodobitev.

## Zgodovina
Cesar Bazilij I. je bil ustanovitelj Makedonske dinastije, najuspešnejše v bizantinski zgodovini. Bazilij se je imel za obnovitelja cesarstva, novega Justinijana, in je začel velik gradbeni program v Konstantinoplu po zgledu svojega velikega predhodnika. Nea naj bi bila Bazilijeva Hagija Sofija, že samo ime »Nova cerkev« nakazuje začetek nove dobe.
Cerkev je bila zgrajena pod osebnim Bazilijevim nadzorom v jugovzhodnem vogalu kompleksa Velike palače blizu lokacije zgodnejšega tzykanistēriona (polo igrišča). Bazilij je v bližini zgradil še eno cerkev, »Bogorodice s Fara«. Nea je 1. maja 880 posvetil patriarh Fotij I. in jo posvetil Jezusu Kristusu, nadangelu Mihaelu (v poznejših virih Gabrijelu), preroku Eliju (eden Bazilijevih najljubših svetnikov), Devici Mariji in svetemu Nikolaju.
O Bazilijevih namenih za to cerkev je razvidno, da jo je obdaril z lastno upravo in posestmi po vzoru Hagije Sofije. Med njegovo vladavino in vladavino njegovih neposrednih naslednikov je imela Nea pomembno vlogo v palačnih slovesnostih in vsaj do vladavine Konstantina VII. je bila obletnica njene posvetitve velik dinastični praznik. V nekem trenutku v poznem 11. stoletju so jo spremenili v samostan in je bil znan kot Novi samostan (Νέα Μονή). Cesar Izak II. Angel je z nje odstranil velik del okrasja, pohištva in liturgičnih posod in jih uporabil za obnovitev cerkve sv. Mihaela v Anaplousu. Stavbo so še naprej uporabljali Latinci in je preživela obdobje Paleologov do osmanske osvojitve mesta. Osmani pa so jo uporabljali za skladiščenje smodnika. Tako je bila leta 1490, ko je v stavbo udarila strela, uničena in nato podrta. Zato edine informacije, ki jih imamo o cerkvi, izvirajo iz literarnih dokazov, zlasti Vita Basilii iz sredine 10. stoletja, pa tudi nekaj grobih upodobitev na zemljevidih.

## Opis
Kot smo že omenili, ni veliko znanega o podrobnostih strukture. Cerkev je bila zgrajena s petimi kupolami: osrednja kupola je bila posvečena Kristusu, v štirih manjših pa so bile kapele štirih drugih svetnikov, ki jim je bila cerkev posvečena. Natančna razporeditev kupol in tip cerkve sta sporna. Večina učenjakov meni, da je šlo za strukturo v tlorisu grškega križa, podobno kasnejšim cerkvam Myrelaion in samostana Lips. Dejansko se razširjena uporaba te vrste po vsem pravoslavnem svetu, od Balkana do Rusije, običajno pripisuje prestižu te cesarske stavbe.
Cerkev je bila krona Bazilijevega gradbenega programa in ni varčeval s stroški, da bi jo čim bolj razkošno okrasil: druge cerkve in stavbe v prestolnici, vključno z Justinijanovim mavzolejem, so bile odstranjene in cesarska flota je sodelovala z transport marmorja za njeno gradnjo, zaradi česar so Sirakuze, glavna bizantinska trdnjava na Siciliji, ostale brez podpore in so padle v roke Arabcev.
Bazilijev vnuk, cesar Konstantin VII. Porfirogenet, podaja naslednji opis okrasja cerkve v pohvalnem ekfrazisu:
To cerkev, kot nevesto, okrašeno z biseri in zlatom, z bleščečim srebrom, z raznovrstnim raznobarvnim marmorjem, s sestavki iz mozaikov in svilenimi oblačili, je [Bazilij] daroval Kristusu, nesmrtnemu ženinu. Njena streha, sestavljena iz petih kupol, se lesketa v zlatu in se blešči od čudovitih podob kot v zvezdah, na zunaj pa jo krasi zlatu podobna medenina. Stene na obeh straneh so okrašene z dragim marmorjem različnih barv, medtem ko je svetišče obogateno z zlatom in srebrom, dragimi kamni in biseri. Pregrada, ki ločuje svetišče od ladje, vključno s stebri, ki se nanjo nanašajo, in preklado, ki je nad njimi; sedeži, ki so notri, in stopnice, ki so pred njimi, in same svete mize – vse to je iz srebra, prepojenega z zlatom, iz dragih kamnov in dragih biserov. Kar zadeva tlak, se zdi, da je prekrit s svilenimi snovmi sidonske izdelave; do te mere je bila povsod okrašena z marmornatimi ploščami različnih barv, obdanimi s teseliranimi pasovi različnih vidikov, vse natančno združene in polne elegance.
Atrij cerkve je ležal pred njenim zahodnim vhodom in je bil okrašen z dvema fontanama iz marmorja in porfirja. Ob severni in južni strani cerkve do tzykanistērion sta potekala dva portika, na morski (južni) strani pa sta bili zgrajeni zakladnica in zakristija. Vzhodno od cerkvenega kompleksa je bil vrt, znan kot mesokēpion (»srednji vrt«).

## Relikvije
Poleg oratorija svetega Štefana v palači Daphne in cerkve Device s Fara je bila Nea glavno skladišče svetih relikvij v cesarski palači. Med njimi so bili ovčji plašč preroka Elija, Abrahamova miza, za katero je gostil tri angele, rog, s katerim je prerok Samuel mazilil Davida, in relikvije Konstantina I. Velikega. Po 10. stoletju so bile tja očitno preseljene še druge relikvije z drugih lokacij v palači, vključno z 'Mojzesovo palico' iz Hrizotriklina (glavna sprejemna in obredna dvorana Velike carigrajske palače od njene izgradnje v poznem 6. stoletju do 10. stoletja).